# Claudio Galassi
Claudio Galassi (Rimini, 13 aprile 1941 – Rimini, 20 maggio 2014) è stato un calciatore e allenatore di calcio italiano, di ruolo portiere.

## Biografia
Ha svolto il mestiere di vigile urbano. Sposato con Mina aveva due figli Gianluca e Giorgia e tre nipoti Giada, Damiano e Federica. Malato da tempo è morto la mattina del 20 maggio 2014 all'Ospedale di Rimini.

## Carriera

### Giocatore

#### Inizi
Muove i primi passi nella formazione del San Nicolò. Nel 1956 a 15 anni un talent-scout lo porta al Rimini che militava in Promozione.

#### Rimini
Gioca la sua prima partita in un'amichevole il 1º novembre 1956 contro il Perticara. Il 22 gennaio 1959 debutta in campionato in IV Serie contro il Pesaro da titolare, sostituendo in quell'occasione Giano Pattini. Nel campionato seguente in Serie C fu il secondo di Franco Luison. Nel campionato 1961-1962 sempre in Serie C, con Renato Lucchi come allenatore, scese in campo in sole tre occasioni contro Tevere Roma, Perugia e Viareggio. Nella stagione successiva dopo l'acquisto da parte della società di altri due portieri giocò 8 partite. Nella stagione 1962-1963 con Romolo Bizzotto come allenatore trovò la propria consacrazione. Questa stagione gli valse al ventiduenne portiere il salto di categoria con la maglia dell'Udinese.

#### Udinese
Chiamato a sostituire Dino Zoff passato al Mantova, Galassi in terra friulana disputò 34 partite su 38 al fianco di Arne Selmosson, Vasco Tagliavini, Guglielmo Burelli e Ivano Bosdaves, nel campionato di Serie B 1963-1964 chiuso dai bianconeri al penultimo posto con conseguente retrocessione.

#### Padova
Nel novembre 1964 viene ceduto al Padova in Serie B. Debutta con i biancoscudati il 14 febbraio 1965 nella partita contro il Modena persa (2-0). Rimane con i veneti fino al 1973 disputando cinque campionati di Serie B e quattro di Serie C, giocando la sua ultima partita il 13 maggio nella vittoria per (1-0) contro la Triestina.

#### Ritorno al Rimini
Nel campionato 1973-1974 tornò al Rimini, dove l'allenatore Natalino Faccenda gli preferì il portiere Cassani. In quel campionato scese in campo in 5 occasioni facendo ottenere alla propria squadra nove punti (all'epoca erano due punti per la vittoria).

### Allenatore
Appesi gli scarpini al chiodo, ha allenato alcune formazioni tra i dilettanti.